# 顾家营镇
顾家营镇，是中华人民共和国河北省张家口宣化区下辖的一个乡镇级行政单位。

## 行政区划
顾家营镇下辖以下地区：
半坡街村、大堡子村、左家营村、左家窑村、土山洼村、顾家营村、北碱台村、小东庄村、南滩村、黑山底村、前进村、南洋店村、徐家房村、黄家堡村和站家庄村。